# KADA – Sport mit Perspektive
Der Verein KADA ist Österreichs Organisation für duale Karriere und berufliche Integration im Spitzensport. 2010 entstand der Verein aus dem Vorläufer Ka:Da, einem Projekt der Österreichischen Sporthilfe und des Arbeitsmarktservice Österreich. Derzeit sind das Bundesministerium für Wohnen, Kunst, Kultur, Medien und Sport sowie das Arbeitsmarktservice Österreich die größten Förderer. KADA steht kurz für Karriere Danach.

## Ziele
Als überparteiliche und gemeinnützige Organisation fördert der Verein aktive Leistungs- und Hochleistungssportler beim Aufbau und Umsetzung ihrer dualen Laufbahn. Zudem werden ehemalige Leistungssportler bei der Eingliederung in den österreichischen und europäischen Arbeitsmarkt unterstützt.

### Maßnahmen
Die Maßnahmen des Vereins KADA umfassen:
- die Sensibilisierung von Nachwuchsleistungssportlern für eine duale Laufbahn,
- die Beratung von Hochleistungssportlern, um diesen Menschen parallel zur sportlichen Karriere eine berufliche Aus- und Fortbildung zu ermöglichen,
- die berufliche Integration von aktiven und ehemaligen Hochleistungssportlern,
- den Aufbau von österreichischen und europäischen Strukturen und Rahmenbedingungen, die eine duale Laufbahn möglich machen.

Im Jahr 2024 nahmen 780 Athleten an KADAs Förderprogrammen teil. Seit Vereinsgründung 2010 wurden über 3.000 Athleten betreut.

## Präsidenten
- 2010–2013 Vera Lischka
- 2013–2019 Christoph Schmölzer
- 2019–2024 Alexandra Meissnitzer
- seit 2025 Wolfgang Mayrhofer